# Maniitsoq Kommune
Maniitsoq Kommune var en kommune i Vestgrønland med navn efter sin hovedby Maniitsoq. Kommunen blev d. 1. januar 2009 en del af Qeqqata kommune. Ordet "Maniitsoq" betyder "det ujævne" på Inuitsproget, hvilket hentyder til, at området har nogle af de højeste bjerge og dybeste fjorde i Vestgrønland. Kommunens hovederhverv er fiskeri efter rejer og krabber, suppleret med traditionel fangeraktivitet efter sæler. Der produceres endvidere en del husflid og kunsthåndværk, blandt andet figurer af fedtsten.

## Geografi
Af kommunens samlede areal på 79.500 km² er ca. 17.000 km² isfrit land. Store dele af kommunen er dækket af grundfjeld, der er skønnet til at være 3,5 mia. år gammelt (noget af det ældst kendte i verden). Der findes heri ædelsten og halvædelsten som diamant, rubin, granat, korund og Maniitsoq-sten – en art lazurit.
I det nordøstlige hjørne af kommunen ligger Kangerlussuaq Indland, et arktisk højland præget af ekstreme temperaturforskelle fra -40° C til +20° C. Området omfatter den fredede dal Arnangarnup Qoorua med meget speciel geologi, flora og fauna.
Mod nordvest findes en række fjorde, blandt andet Kangerlussuatsiaq (Evighedsfjorden), der sine steder er hele 700 m dyb. Tæt ved dens bredder findes høje bjerge, hvoraf Mount Atter er det højeste med sine 2.211 m.
Midt i kommunen ligger Sdr. Isortoq fjorden, der markerer grænsen mellem det alpine nord og det grønnere og frodigere syd. Maniitsoq by ligger ved fjordens munding.
Mod syd er kommunen afgrænset ved Fiskefjorden, som er et stort kompleks af fjorde og indsøer. Med tidevandet flyttes enorme mængder vand ud og ind af fjorden, hvilket giver anledning til en særdeles kraftig strøm på smalle steder.

## Natur
Om sommeren kan man ofte se sæler, (ringsæler og grønlandssæler), og hvaler, (vågehval, pukkelhval og finhval), især ved fjordenes mundinger.
På højlandet er der store flokke af rensdyr, andre steder ses moskusokseflokke og overalt findes polarharer og polarræve.
Af fuglearter møder man ride, alk, polarlomvie og tejst omkring fjorde og kyster. Ryper og ravne er almindelige i området, og havørnen ruger flere steder i kommunen.
Vegetationen er arktisk og dermed sparsom, men der findes dog arealer med el og pil. Derudover typiske nøjsomme planter som revling, kvan, gederams og lyngarter.

## Historie
De ældste kendte menneskerelaterede fund er fra Saqqaq kulturen fra ca. 2.000 f.Kr.. Derudover er der fund fra senere eskimokulturer og vikingerne.
Sukkertoppen blev efter den danske kolonialisering etableret i 1755 i Kangaamiut (nu Gl. Sukkertoppen), men i 1782 blev kolonien flyttet til Maniitsoq.
Det danske navn har egentlig hollandsk herkomst, idet Kangaamiut har nogle meget spidse fjelde, der ligner sukkertoppe.

## Byer og bygder i Maniitsoq Kommune
- Maniitsoq (da.: Sukkertoppen)
- Atammik
- Napasoq
- Kangaamiut

65°N 51°V / 65°N 51°V